# Жан Сенкарбр
Жан Сенка́рбр или Сенк-Арбр («Пять-деревьев», фр. Jean Cinquarbres), прозванный так от своего латинского имени Иоанн Кванквабореус (лат. Johannes Quinquarboreus; 1514 год, Орийак в Оверни — 1587 год) — французский гебраист XVI века, профессор еврейского и сирийского языков в королевском коллеже Парижа; автор учебника еврейской грамматики (1546).
Изучал восточные языки у Франсуа Ватабля и с 1554 года преподавал еврейский и сирийский языки в королевском коллеже; стал деканом королевских профессоров в 1587 году, год своей смерти.

## Труды
- «Еврейская грамматика» (Opus de grammatica Hebraeorum, 1546; многократно переиздавалась под названием «Institutiones linguae hebraicae»)
- Перевёл на латинский язык «Targum, seu Paraphrasis Caldaica in Lamentationes Jeremiae prophetae» (1549 и 1556)
- Опубликовал на иврите Евангелие от Матфея, версия Мюнстера., «Sanctum Domini Nostri Jesu Christi hebraicum Evangelium secundum Matthaeum» (1551)
- «Institutiones in linguam hebraïcam, sive Epitome operis de re grammatica Hebraeorum» (1559)
- «Tabula in grammaticen hebraeam, authore Nicolao Clenardo, a Johanne Quinquarboreo repurgata et annotationibus illustrata» (1559)
- Переводил на латынь произведения Авиценны: «Avicennae. Libri tertii fen secunda, quae latine ex synonymo hebraïco Ophan reddi potest : intuitus, sive rotundus sermo secundus, qui est de aegritudinibus nervorum, tractatu uno contentus, ad fidem codicis hebraïci latinus factus» (1570)